# Tavia plicata
Tavia plicata là một loài bướm đêm trong họ Noctuidae.